# Iglesia nativa americana
La Iglesia nativa americana (en inglés: Native American Church) (NAC por sus siglas en inglés), también conocida como Peyotismo y Religión del Peyote es una religión nativa americana que enseña una combinación de las creencias tradicionales de los nativos estadounidenses y el cristianismo, con el uso sacramental del enteógeno peyote. La religión se originó en el Territorio de Oklahoma (1890-1907) a finales del siglo XIX, después de que el peyote se introdujera en el sur de las Grandes Llanuras desde México. Hoy es la religión indígena más extendida entre los nativos en los Estados Unidos (excepto los nativos de Alaska y los nativos de Hawái), Canadá (específicamente los pueblos de las Primeras Naciones en Saskatchewan y Alberta) y México, con un estimado de más de 300 000 adherentes.

## Historia

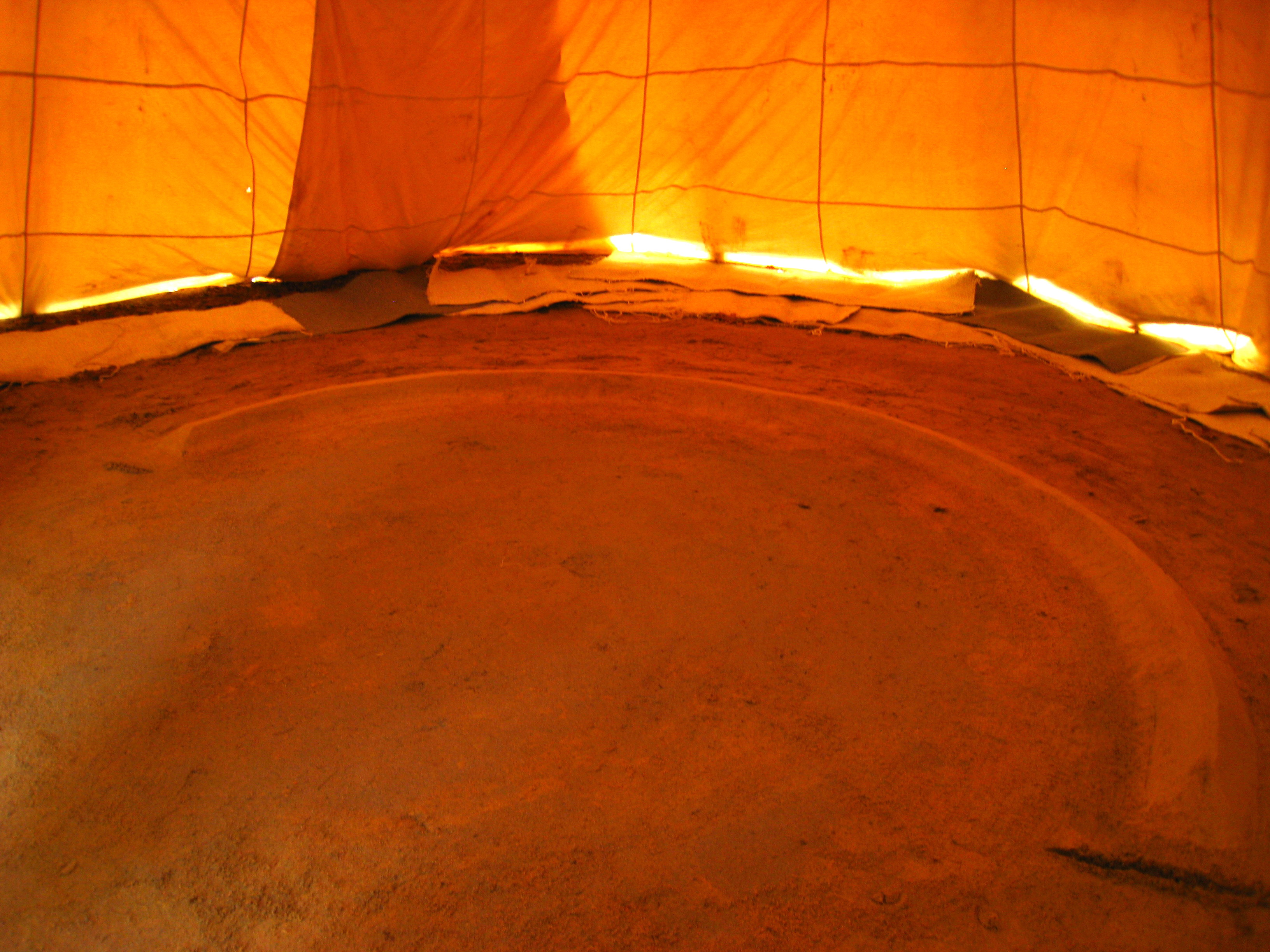
Camino dep Peyote

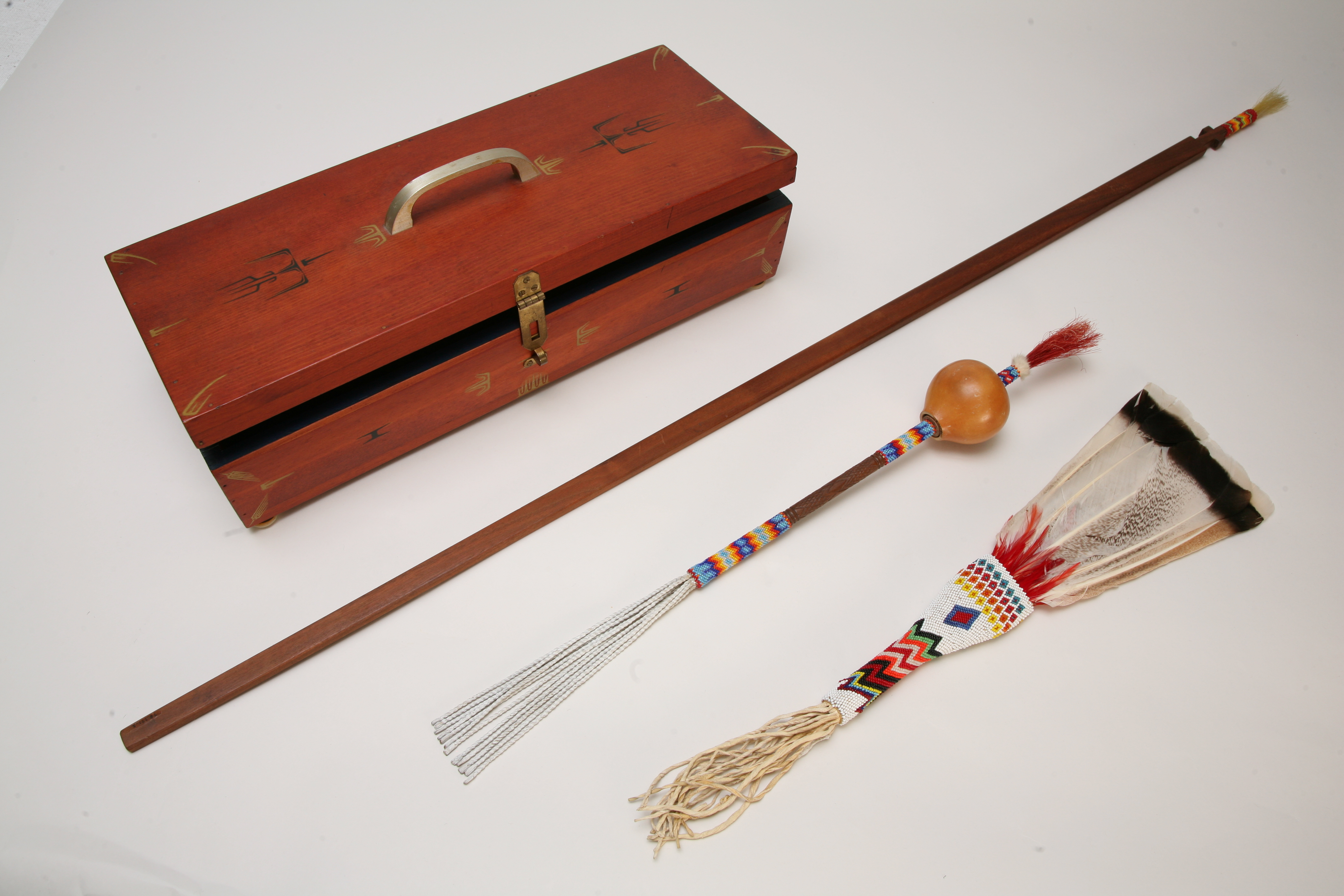
Un juego de peyote como éste es utilizado por el curandero durante el ritual del peyote.

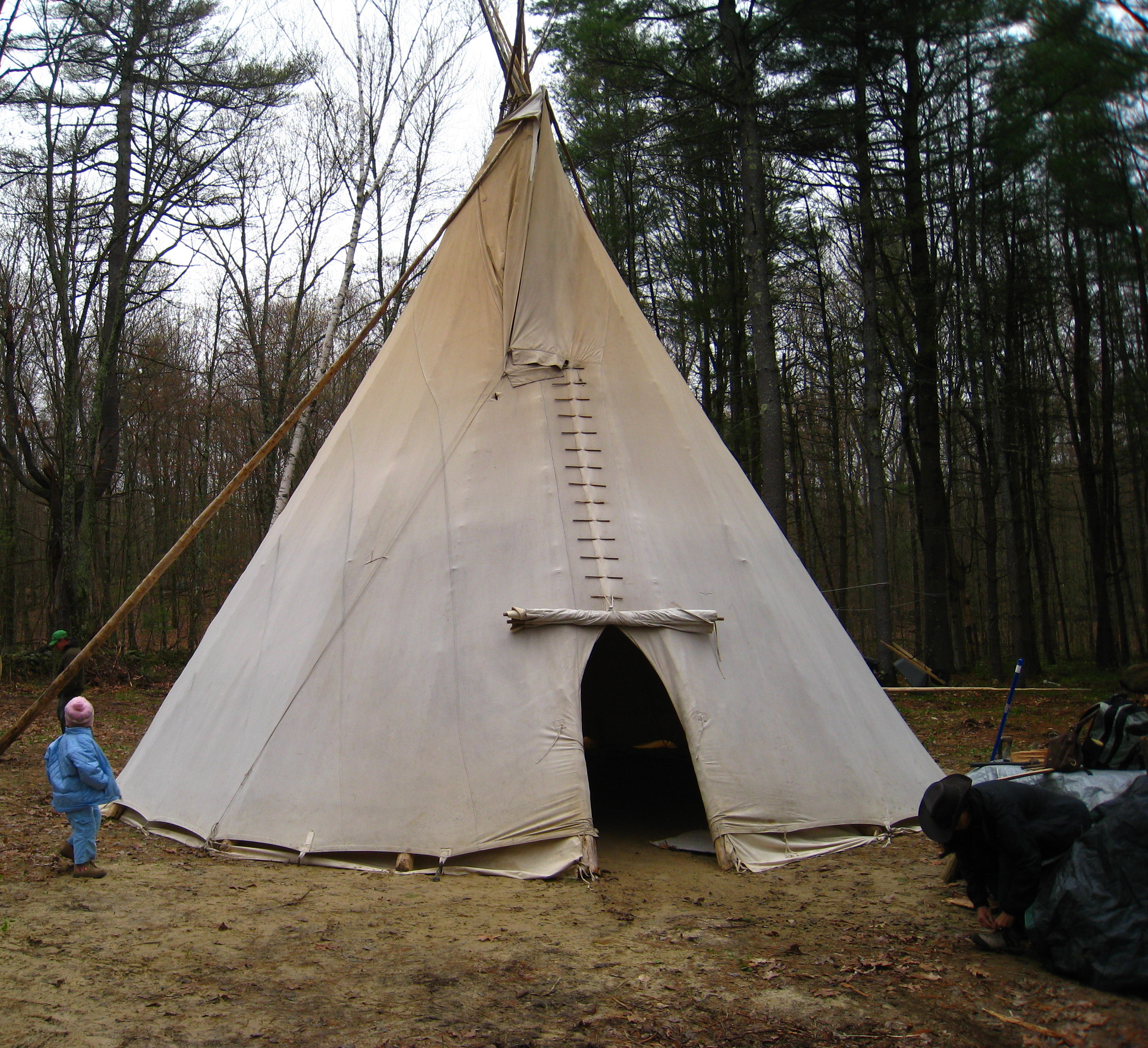
Tipi de la ceremonia del peyote

Históricamente, muchas denominaciones de la corriente principal del cristianismo hicieron intentos de convertir a los nativos americanos al cristianismo en el hemisferio occidental. Estos esfuerzos tuvieron un éxito parcial, ya que muchas tribus nativas americanas reflejan el credo cristiano, incluida la Iglesia nativa americana. Aunque la conversión al cristianismo fue un proceso lento, los principios de la Iglesia Nativa Americana fueron aceptados con mayor facilidad.

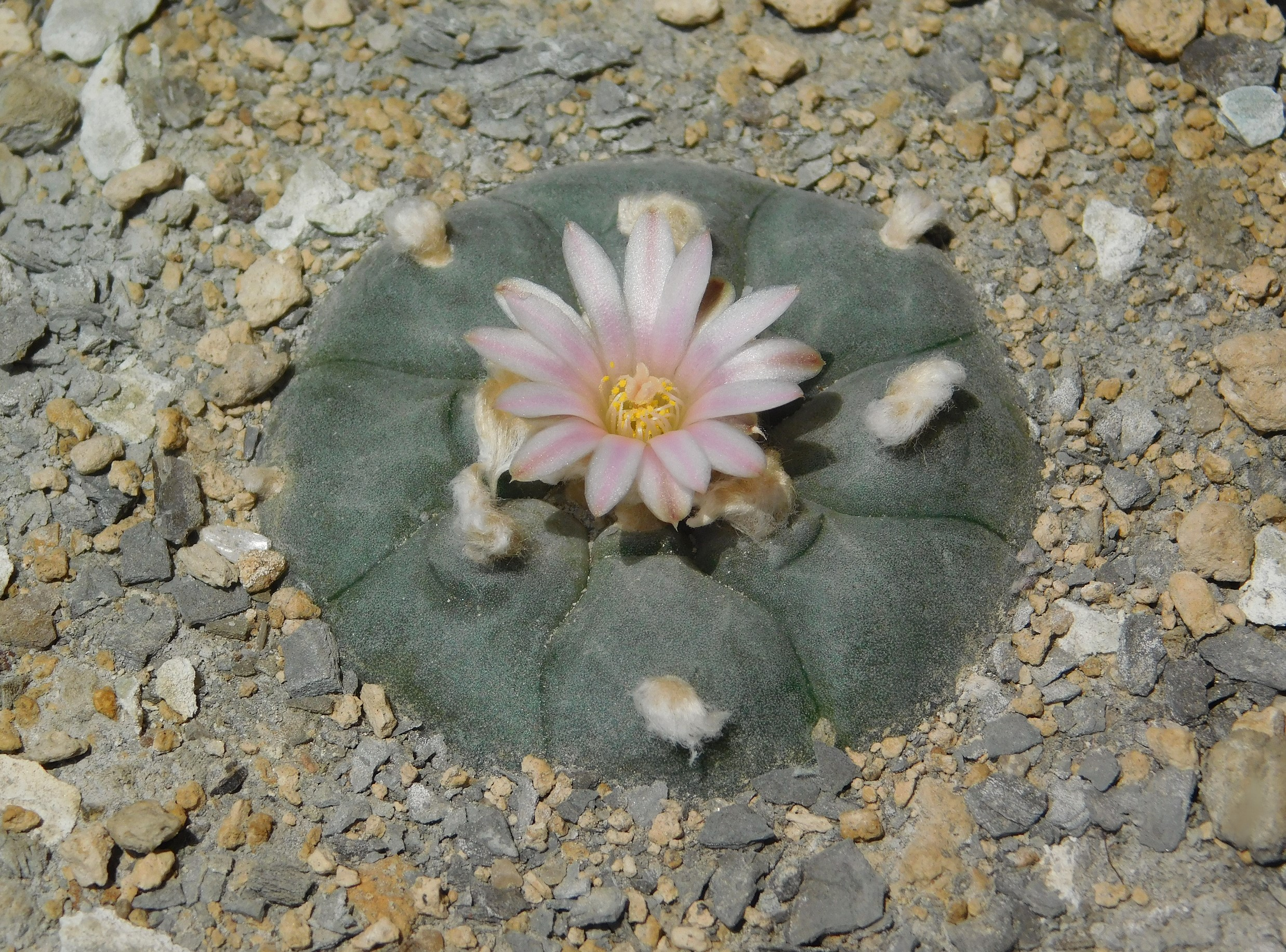
Peyote

Formada originalmente en el Territorio de Oklahoma, la Iglesia nativa americana es monoteísta y cree en un ser supremo, llamado el Gran Espíritu. Los principios de la Iglesia Nativa Americana consideran el peyote como un sacramento sagrado y lo utilizan como un medio para comunicarse con el Gran Espíritu (Dios), también conocido como el Creador.

## Creencias
Una creencia prominente entre los miembros de la iglesia es que todas las plantas son creadas a propósito por el Gran Espíritu. Esto incluye el peyote, que fue creado con fines medicinales, espirituales y curativos. Se cree que la enfermedad y la muerte son el resultado de un desequilibrio en el individuo. Además del peyote, se utilizan otras plantas sagradas, la oración y el ayuno para curar este desequilibrio. El uso del peyote nunca tiene fines recreativos y los efectos alucinógenos de la planta se consideran visiones espirituales. Para la mayoría de los nativos estadounidenses, las visiones son una comunión con lo metafísico. Sin embargo, no todos experimentan efectos alucinógenos durante los rituales con peyote. La planta sirve para curar o solucionar problemas sociales, personales y comunitarios. Los miembros creen que la planta es segura para los niños y las mujeres embarazadas. Los miembros también creen en la importancia de ayudar al mundo para crear paz, salud y libertad. Buscan la guía del Gran Espíritu para proteger la Tierra, continuar los caminos de sus antepasados y cuidar de las generaciones futuras. Además, practican la inclusión y los nuevos miembros son bienvenidos.

## Relación con el cristianismo
A algunos nativos estadounidenses no les gustan las creencias del cristianismo debido a la historia entre los nativos y los grupos cristianos europeos. Los intentos de los misioneros de alterar o eliminar aspectos del patrimonio y la cultura de los nativos ha hecho que muchos no puedan reconciliarse con el cristianismo. Por otro lado, algunos miembros intentan restablecer la relación entre la Iglesia y los cristianos. Creen que el perdón es importante para el concepto nativo de «andar por el buen camino». La mayoría de los miembros creen que Jesucristo y el Gran Espíritu son uno y el mismo.

## Chimeneas diferentes
En la Iglesia Nativa Americana, hay dos chimeneas paraguas principales (altares ceremoniales de peyote transmitidos generacionalmente de familia en familia) que se llevan a cabo: la chimenea de la Media Luna y la chimenea del Fuego Cruzado.

### Chimenea de media luna
- Utiliza un altar de arena en forma de media luna, cuyo color y tamaño varían de una tribu a otra.
- Utiliza tabaco y mazorcas de maíz durante las secciones principales del servicio.
- El diseño del carbón varía de una tribu a otra durante el servicio.
- El bastón se pasa alrededor del tipi durante las secciones de canto
- Se cantan las cuatro canciones ceremoniales principales

### Chimenea de fuego cruzado
- Utiliza un altar de arena en forma de herradura, con un montículo correspondiente fuera del tipi, paralelo a la hoguera, para representar la «tumba de Jesucristo».[11]
- No se utiliza tabaco
- El bastón se coloca en posición vertical en el suelo y no se pasa por la ceremonia durante las secciones de canto.
- Las partes de la Biblia se recitan y se utilizan de acuerdo con la oración de la familia para el servicio en cuestión.
- Diseño en forma de cruz en los carbones para representar ciertos elementos de Jesucristo
- Se cantan principalmente canciones cristianas de peyote, con las cuatro canciones ceremoniales principales añadidas al fuego de la Cruz

Hay muchas variaciones de cada chimenea, y dependen en gran medida de la tribu y el entorno. También hay chimeneas especiales que no encajan exactamente en el molde de ninguno de los dos estilos principales, por lo que la lista anterior no es en absoluto autoritaria.